# Diclorometano
Il diclorometano (o cloruro di metilene, abbreviato anche in DCM) è un composto chimico largamente utilizzato come solvente per la chimica organica. La sua struttura è analoga a quella del metano, ma con due atomi di cloro che sostituiscono altrettanti atomi di idrogeno. 
A temperatura ambiente si presenta come un liquido incolore e volatile dall'odore dolciastro. Sebbene il diclorometano sia considerato nocivo e potenzialmente cancerogeno, esso è comunque meno pericoloso del cloroformio, un altro solvente clorurato strettamente correlato al diclorometano, e pertanto ha rimpiazzato quest'ultimo come solvente in molti ambiti.

## Produzione
Il diclorometano è stato preparato per la prima volta nel 1840 dal chimico francese Henri Victor Regnault, che fu in grado di isolarlo da una miscela di clorometano e cloro esposta alla luce solare.
A livello industriale la produzione del diclorometano avviene facendo reagire metano, oppure clorometano, con cloro gassoso ad una temperatura di 400-500 °C. In tali condizioni termiche sia il metano, sia il clorometano subiscono una serie di reazioni che vanno a dare progressivamente l'accumulo di altri prodotti clorurati.
{\displaystyle {\ce {CH4 + Cl2 -> CH3Cl + HCl}}}
{\displaystyle {\ce {CH3Cl + Cl2 -> CH2Cl2 + HCl}}}
{\displaystyle {\ce {CH2Cl2 + Cl2 -> CHCl3 + HCl}}}
{\displaystyle {\ce {CHCl3 + Cl2 -> CCl4 + HCl}}}
Il risultato di questi processi chimici è una miscela di clorometano, diclorometano, cloroformio e tetracloruro di carbonio, composti che possono essere successivamente separati tramite distillazione.

## Usi
Le caratteristiche di volatilità e la sua abilità di sciogliere un gran numero di tipologie di composti organici fanno del diclorometano un solvente ideale per molti processi chimici. Viene largamente utilizzato per la rimozione di vernici e grassi.
Nell'industria alimentare è usato per la preparazione di estratti di luppolo ed altri aromi, inoltre in passato era utilizzato per la rimozione della caffeina dal caffè finché non è stato sostituito dall'anidride carbonica supercritica, meno pericolosa per la salute. 
Poiché il diclorometano è molto volatile esso viene impiegato come propellente spray per aerosol e come agente schiumogeno per la preparazione di espansi poliuretanici. Tuttavia, a causa dei crescenti dubbi legati agli effetti sulla salute umana, si cercano prodotti alternativi che possano sostituire il diclorometano in molte di queste applicazioni.

## Sicurezza
Nonostante sia il meno tossico fra i solventi clorurati semplici, l'uso del diclorometano non è scevro da rischi. Un'esposizione cronica al diclorometano potrebbe portare all'insorgenza del cancro, con dati che collegano questo solvente a casi di tumore a livello di polmoni, fegato e pancreas in animali da laboratorio. Per tali risultati nel Regno Unito si accantonò, dopo che erano stati sperimentati con successo impianti pilota, la tecnica di utilizzarlo per sgrassare le farine di carne, a favore della semplice spremitura a caldo: le temperature raggiunte in tale processo non davano corso all'inattivazione dei prioni e quindi emerse l'esplosione del fenomeno detto della mucca pazza. Un contatto prolungato del diclorometano con la pelle può causare la dissoluzione di parte del tessuto di natura lipidica della pelle, con conseguenze che vanno dalla semplice irritazione all'ustione chimica.
In molti paesi su tutti i prodotti contenenti diclorometano devono essere apposte etichette indicanti i possibili rischi per la salute.